# اونداروآ
اونداروآ (به اسپانیایی: Ondárroa) یک دهستان در اسپانیا است که در Lea-Artibai واقع شده‌است. اونداروآ ۳٫۶ کیلومتر مربع مساحت و ۸٬۸۵۶ نفر جمعیت دارد.